# Javad Foroughi
Javad Foroughi (en persa: جواد فروغی‎; n. 11 de septiembre de 1979) es un tirador iraní nacido en Dehloran. Representó a Irán en los Juegos Olímpicos de Tokio 2020, en los que compitió en las modalidades de tiro con pistola de aire comprimido a 10 metros masculino y mixto.
En Tokio 2020, Foroughi compitió el 24 de julio en tiro con pistola de aire comprimido a 10 metros masculino. Se clasificó a la final, en la que terminó quinto con 580 puntos. En la final, empezó líder en la primera etapa de la competición, con 101,0 puntos, con una ligera ventaja con Pang Wei, segundo con 99,7 puntos. Luego permaneció líder a lo largo de toda la segunda etapa de la competición. Con 244,8 puntos, Foroughi ganó la medalla de oro, por delante del serbio Damir Mikec, y estableció una nueva plusmarca olímpica en tiro. Su medalla fue la primera medalla de Irán en tiro en unos Juegos Olímpicos de verano. Asimismo, con 41 años, Foroughi fue el medallista de mayor edad de Irán en los Juegos Olímpicos, superando a Mahmoud Namdjou, quien había ganado un bronce a los 38 años en los Melbourne 1956.
Fuera de su faceta deportiva, Foroughi trabaja como enfermero en los Cuerpos de la Guardia Revolucionaria Islámica, y formó parte del despliegue médico de esta organización en Siria entre 2012 y 2013. Debido a que los Cuerpos están catalogados por los Estados Unidos como una organización terrorista, la organización iraní pro derechos humanos United for Navid, surgida tras la ejecución del luchador Navid Afkari, ha reclamado la suspensión de la concesión de la medalla al menos hasta que Foroughi fuera investigado.